# Saro (Spanyolország)
Saro egy község Spanyolországban, Kantábria autonóm közösségben. Saro Villafufre, Santa María de Cayón, Villacarriedo és San Roque de Riomiera községekkel határos. Lakosainak száma 508 fő (2024).

## Népesség
A település népessége az elmúlt években az alábbi módon változott:
| Lakosok száma | 525  | 522  | 513  | 520  | 510  | 504  | 515  | 504  | 520  | 508  |
|               | 2001 | 2004 | 2007 | 2009 | 2012 | 2014 | 2017 | 2019 | 2022 | 2024 |